# Stössel István
Stössel István (Nagybánya, 1926. március 18. – ? 2003. augusztus 30.) erdélyi magyar orvosi szakíró.

## Életútja, munkássága
Középiskolai tanulmányait Nagybányán és a nagyváradi Kecskeméti Lipót Zsidó Gimnáziumban végezte. A temesvári egyetemen szerzett orvosi diplomát. Ugyanitt lett tanársegéd, majd előadótanár, főorvos, az orvostudományok doktora. A temesvári Pszichiátriai Kórház vezetője volt. Az 1980-as évek közepén kitelepült Németországba.
Orvosi tárgyú szaktanulmányait, tudománynépszerűsítő írásait A Hét és a TETT is közölte.

## Kötetei
- (D. S. Ogodescu társszerzővel): Normalitatea psihică, boală, limbaj (Bukarest, 1972);
- Omul şi universul informaţional (Temesvár, 1978).

## Forrás
Romániai magyar irodalmi lexikon: Szépirodalom, közírás, tudományos irodalom, művelődés V/1. (S–Sz). Főszerk. Dávid Gyula. Bukarest–Kolozsvár: Kriterion; Kolozsvár: Erdélyi Múzeum-Egyesület. 2010.  ISBN 978-973-26-0961-3 